# Jacques Deval

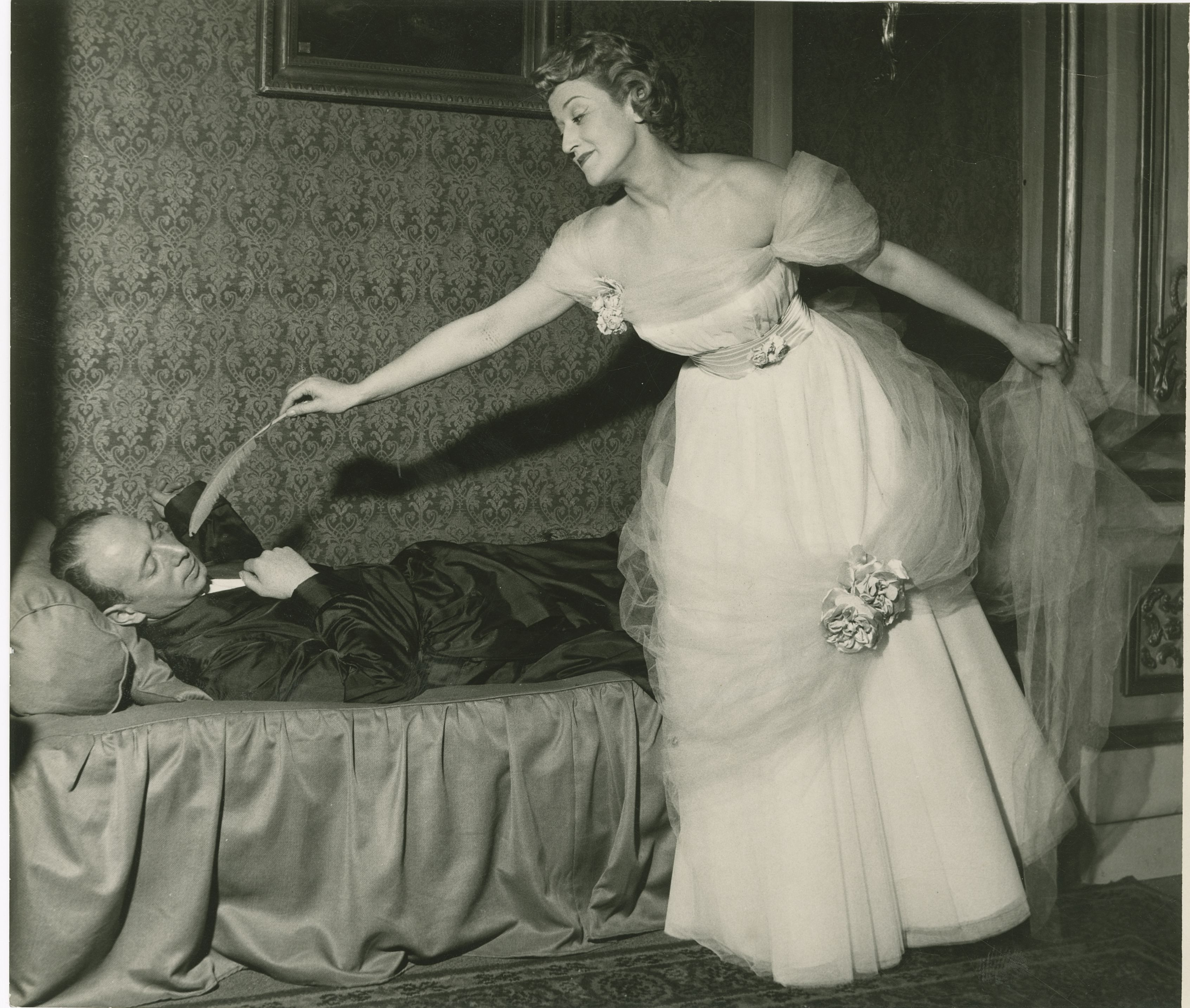
Ernesto Calindri e Lia Zoppelli durante la rappresentazione della commedia La cara ombra nel 1955

Jacques Deval, pseudonimo di Jacques Boularan (Parigi, 27 giugno 1890 – Parigi, 19 dicembre 1972), è stato un commediografo, regista e scrittore francese.

## Biografia
Figlio d'arte - suo padre fu un attore -, seguì presso la Sorbona vari corsi di studio, spaziando dalla medicina alle lettere.
Nonostante una forte miopia, partecipò ugualmente alla Grande Guerra per tre anni nei servizi ausiliari.
La sua attività principale fu quella teatrale, nella quale produsse oltre una quarantina di commedie, almeno delle quali una dozzina di rilevanza internazionale, affermandosi quale uno degli artisti più famosi tra le due guerre mondiali. Elemento peculiare delle sue opere furono le marcate caratterizzazioni psicologiche dei personaggi da lui ideati.
Nonostante il suo genere si possa definire leggero o comunque di consumo, e ciò comportasse la necessità di seguire con un occhio attento le mode ed i gusti del pubblico, la qualità delle invenzioni, l'acutezza della psicologia, non meno che l'eleganza e la ricercatezza del linguaggio e delle soluzioni trovate, non ne risentirono troppo. Anzi, la sua scrittura seguì linee umoristiche crepuscolari, mantenendosi più che dignitosamente sul filo di un erotismo confinante con il sentimentalismo.
Tra i suoi giovani allievi si annoverarono Gérard de Villiers e Bernard Eschasseriaux, mentre fra gli attori lanciati si ricorda Claude Godard.
Jacques Deval si è sposato cinque volte e ha avuto numerosi bambini, tra cui Gérard de Villiers, Bernard Eschasseriaux, Alain Deval Boularan, il suo ultimo figlio, la cui madre è l'attrice Claude Godard, quinta moglie di Jacques Deval.

## Opere

### Teatro
- 1920: Une faible femme, commedia in tre atti, rappresentata per la prima volta il 12 maggio 1920 al Théâtre Feminacon Renée Falconetti e André Luguet
- 1921: Le Soleil de minuit, il 3 giugno al Nouveau Théâtre
- 1923: Beauté, il 11 ottobre al Théâtre Marigny
- 1924: Le Bien aimé, il 2 febbraio al Théâtre de la Renaissance
- 1924: La Beauté du Diable, il 23 dicembre al Théâtre de Monte Carlo
- 1926: Dans sa candeur naïve, il 14 gennaio al Comédie Caumartin
- 1926: L'Amant rêvé, il 29 gennaio al Comédie Caumartin
- 1926: La Rose de septembre, il 2 marzo al Théâtre de l'Athénée
- 1927: Viens avec nous petit, al Théâtre de la Renaissance
- 1927: Le Vin nouveau, il 21 gennaio al Théâtre de la Renaissance
- 1927: Ventôse commedia in tre atti, il 25 novembre alla Comédie Caumartin con Paul Bernard, Henry Houry, Marguerite Moreno, Lucienne Pariset e Pauline Carton
- 1928: Une tant belle fille, il 28 novembre al Théâtre Antoine
- 1929: Débauche, il 7 marzo al Comédie Caumartin
- 1930: Barricou, il 26 marzo al Théâtre de l'Athénée
- 1930: Étienne, il 1º aprile al Théâtre Saint-Georges
- 1931: La route des Indes, il 21 ottobre al Théâtre du Gymnase
- 1932: Mademoiselle, al Théâtre Saint-Georges
- 1932: Signor Bracoli, il 7 settembre al Théâtre des Nouveautés
- 1932: Le Onzième commandement, il 27 ottobre al Théâtre des Variétés
- 1933: Lundi huit heures, il 21 aprile al Théâtre des Ambassadeurs
- 1933: Prière pour les vivants, il 27 settembre al Théâtre de l'Athénée
- 1933: Tovaritch, il 13 ottobre al Théâtre de Paris
- 1934: L'Âge de Juliette, il 7 dicembre al Théâtre Saint-Georges
- 1934: Marie Galante, il 22 dicembre al Théâtre de Paris
- 1938: Femmes, il 4 novembre al Théâtre Pigalle
- 1947: La Femme de ta jeunesse, il 23 ottobre al Théâtre Antoine
- 1948: K.M.X labrador, il 29 gennaio al Théâtre de la Michodière
- 1948: Figaro Ci Beaumarchais Là, il 3 ottobre alla Comédie-Française
- 1950: Ce soir à Samarcande, il 29 settembre al Théâtre de la Renaissance
- 1951: Le Rayon des jouets, il 24 aprile al Théâtre de la Madeleine
- 1951: Ô Ma Maîtresse, il 22 maggio al Théâtre des Ambassadeurs
- 1951: Ombre chère, il 29 dicembre al Théâtre Edouard VII
- 1952: Le Bonheur des méchants, il 10 dicembre al Théâtre des Bouffes Parisiens
- 1953: Demeure chaste et pure, al Théâtre Edouard VII
- 1953: Il était une gare, il 28 febbraio al Théâtre de la Renaissance
- 1953: Le Chevalier Nylon, al Palais de Chaillot
- 1953: Demeure Chaste et Pure, il 12 giugno al Théâtre Édouard VII
- 1954: La Manière forte, il 9 febbraio al Théâtre de l'Athénée
- 1954: Namouna, il 1º ottobre al Théâtre de Paris
- 1955: Il y a longtemps que je t'aime, il 15 gennaio al Théâtre Edouard VII
- 1955: Charmante soirée, il 10 novembre Théâtre des Variétés
- 1957: La Prétentaine, il 20 settembre al Théâtre des Ambassadeurs
- 1958: "Romancero, il 15 febbraio al Comédie des Champs-Élysées
- 1959: Le dilemme du docteur, 18 settembre al Théâtre des Bouffes Parisiens
- 1959: Une histoire de brigands, 4 dicembre alThéâtre des Ambassadeurs
- 1961: Spéciale Dernière, il 16 dicembre al Théâtre de la Renaissance
- 1962: La Vénus de Milo, al Théâtre du Gymnase
- 1963: Le courage de minuit, il 6 febbraio al Bruxelles
- 1963: Et l'enfer Isabelle ?, il 21 settembre al Comédie des Champs-Élysées
- 1964: Un homme comblé, il 22 febbraio al Théâtre des Variétés
- 1967: Xavier, il 14 febbraio al Théâtre Edouard VII
- 1980: Miam miam, 13 gennaio al Théâtre Marigny

## Filmografia

### Sceneggiatore
- Le Mauvais Garçon, regia di Henri Diamant-Berger - romanzo (1923)
- Il fidanzato di cartone (The Cardboard Lover), regia di Robert Z. Leonard - lavoro teatrale (1928)
- Her Cardboard Lover, regia di Clayton Hutton - cortometraggio, lavoro teatrale (1929)
- Soyons gais, regia di Arthur Robison - dialoghi (1930)
- Lopez, le bandit, regia di Jean DaumeryJohn Daumery - dialoghi (1930)
- Jenny Lind, regia di Arthur Robison - versione francese di A Lady's Morals, dialoghi (1931)
- Le Procès de Mary Dugan, regia di Marcel De Sano - dialoghi (1931)
- Chi la dura la vince (The Passionate Plumber), regia di Edward Sedgwick - lavoro teatrale (1932)
- L'Atlantide - dialoghi
- Atlantide  - dialoghi
- Kiki, regia di Pierre Billon (1932)
- Le Roi bis, regia di Robert Beaudoin (1932)
- Une faible femme, regia di Max de Vaucorbeil - sceneggiatore (1933)
- Étienne, regia di Jean Tarride - soggetto (1933)
- Une vie perdue, regia di Raymond Rouleau - sceneggiatore (1933)
- Journal of a Crime, regia di William Keighley - lavoro teatrale (1934)
- Marie Galante, regia di Henry King - romanzo (1934)
- Tovaritch, regia di Jacques Deval, Germain Fried e, non accreditati, Jean Tarride e Victor Trivas - lavoro teatrale (1935)
- Ragazze sole (Club de femmes), regia di Jacques Deval (1936)
- Caffè metropole (Café Métropole), regia di Edward H. Griffith (1937)
- Tovarich, regia di Anatole Litvak - lavoro teatrale (1937)
- Say It in French, regia di Andrew L. Stone - lavoro teatrale (1938)
- Passione ardente (Dramatic School), regia di Robert B. Sinclair - sceneggiatore (1938)
- Balalaika, regia di Reinhold Schünzel - sceneggiatore (1939)
- Charlie Chan in Panama, regia di Norman Foster (1940)
- Luna nuova (New Moon), regia di Robert Z. Leonard e W. S. Van Dyke - sceneggiatore (1940)
- Avventura all'Avana (Her Cardboard Lover), regia di George Cukor - lavoro teatrale (1942)
- Seven Days Ashore, regia di John H. Auer (1944)
- Una vírgen moderna, regia di Joaquín Pardavé (1946)
- I cari parenti (Miss Tatlock's Millions), regia di Richard Haydn (1948)
- L'Invité du mardi, regia di Jacques Deval - lavoro teatrale e sceneggiatore (1950)

### Regista
- Tovaritch, co-regia di Germain Fried e, non accreditati, Jean Tarride e Victor Trivas (1935)
- Ragazze sole (Club de femmes) (1936)
- L'Invité du mardi (1950)